# جيسيكا ثورنتون
جيسيكا ثورنتون (بالإنجليزية: Jessica Thornton)‏ هي عداءة سريعة أسترالية، ولدت في 12 أبريل 1998 في ريو دي جانيرو في البرازيل.

## وصلات خارجية
- جيسيكا ثورنتون على موقع الاتحاد الدولي لألعاب القوى (الإنجليزية)
- جيسيكا ثورنتون على موقع النتائج التاريخية لألعاب القوى الأسترالية (الإنجليزية)
- جيسيكا ثورنتون على موقع أوليمبيديا (الإنجليزية)
- جيسيكا ثورنتون على موقع اللجنة الأولمبية الأسترالية (الإنجليزية)